# Circumscripció Ultramar
La Circumscripció Ultramar és una circumscripció electoral francesa utilitzada cada 5 anys des de 2004 durant les Eleccions al Parlament Europeu per a designar, mitjançant una elecció de sufragi universal directe, 3 dels 72 eurodiputats (78 en 2004) que li corresponen a França segons el Tractat de Niça dels 736 membres del Parlament Europeu. Fou creada en 2003 mitjançant la Loi Électorale n° 2003-327 de l'11 d'abril de 2003., com les altres 7 circumscripcions electorals franceses per a les eleccions europees.
Agrupa als electors de la regions franceses de Martinica, Guadalupe, Guaiana Francesa i l'illa de la Reunió, així com d'altres territoris d'Ultramar que comptaven el 2009 amb 1.435.978 electors inscrits. La Circumscripció se sotsdivideix en tres seccions:
- 1a Secció Atlàntica: Guadalupe, Guaiana Francesa, Martinica, Saint-Barthélemy, Saint-Martin, Saint-Pierre-et-Miquelon ;
- 2a Secció Oceà Índic: Mayotte, Illa de la Reunió ;
- 3a Secció Pacífic: Nova Caledònia, Polinèsia francesa, Wallis i Futuna